# Премия «Золотой орёл» за лучшую мужскую роль в кино
Премия «Золотой орёл» за лучшую мужскую роль в кино вручается ежегодно Национальной Академией кинематографических искусств и наук России, начиная с 2003 года.

## Список лауреатов и номинантов
★ Победители выделены цветом. 

### 2000-е
| Год  | Церемония | Фотография лауреата | Актёр                             | Фильм                      | Роль                        |
| ---- | --------- | --- | --------------------------------- | -------------------------- | --------------------------- |
| 2003 | 1-я       | | ★ Виктор Бычков                   | «Кукушка»                  | Иван                        |
| 2003 | 1-я       | • Алексей Петренко | «Коллекционер»                    | Коллекционер               |                             |
| 2003 | 1-я       | • Александр Дугин | "Анастасия"                       | Григорий Распутин          |                             |
| 2004 | 2-я       | | ★ Евгений Миронов                 | «Идиот»                    | князь Мышкин                |
| 2004 | 2-я       | • Сергей Безруков | «Бригада»                         | Саша Белый                 |                             |
| 2004 | 2-я       | • Виктор Сухоруков | «Бедный, бедный Павел»            | Павел I                    |                             |
| 2005 | 3-я       | | ★ Сергей Гармаш                   | «Свои»                     | Особист                     |
| 2005 | 3-я       | • Богдан Ступка | «Свои»                            | Иван Блинов                |                             |
| 2005 | 3-я       | • Владимир Машков | «Папа»                            | Абрам Шварц                |                             |
| 2006 | 4-я       | | ★ Никита Михалков                 | «Статский советник»        | Пожарский, Глеб Георгиевич  |
| 2006 | 4-я       | • Михаил Пореченков | «9 рота»                          | Дыгало                     |                             |
| 2006 | 4-я       | • Евгений Миронов | «Космос как предчувствие»         | Виктор Коньков «Конёк»     |                             |
| 2007 | 5-я       | | ★ Пётр Мамонов                    | «Остров»                   | отец Анатолий               |
| 2007 | 5-я       | • Евгений Цыганов | «Питер FM»                        | Максим                     |                             |
| 2007 | 5-я       | • Александр Балуев | «Игра слов: Переводчица олигарха» | Иван                       |                             |
| 2008 | 6-я       | Сергей Маковецкий · Никита Михалков · Сергей Гармаш · Валентин Гафт · Алексей Петренко · Юрий Стоянов · Михаил Ефремов · Алексей Горбунов · Виктор Вержбицкий · Роман Мадянов | ★ Сергей Маковецкий               | «12»                       | 1-й присяжный               |
| 2008 | 6-я       | Сергей Маковецкий · Никита Михалков · Сергей Гармаш · Валентин Гафт · Алексей Петренко · Юрий Стоянов · Михаил Ефремов · Алексей Горбунов · Виктор Вержбицкий · Роман Мадянов | ★ Никита Михалков                 | «12»                       | 2-й присяжный               |
| 2008 | 6-я       | Сергей Маковецкий · Никита Михалков · Сергей Гармаш · Валентин Гафт · Алексей Петренко · Юрий Стоянов · Михаил Ефремов · Алексей Горбунов · Виктор Вержбицкий · Роман Мадянов | ★ Сергей Гармаш                   | «12»                       | 3-й присяжный               |
| 2008 | 6-я       | Сергей Маковецкий · Никита Михалков · Сергей Гармаш · Валентин Гафт · Алексей Петренко · Юрий Стоянов · Михаил Ефремов · Алексей Горбунов · Виктор Вержбицкий · Роман Мадянов | ★ Валентин Гафт                   | «12»                       | 4-й присяжный               |
| 2008 | 6-я       | Сергей Маковецкий · Никита Михалков · Сергей Гармаш · Валентин Гафт · Алексей Петренко · Юрий Стоянов · Михаил Ефремов · Алексей Горбунов · Виктор Вержбицкий · Роман Мадянов | ★ Алексей Петренко                | «12»                       | 5-й присяжный               |
| 2008 | 6-я       | Сергей Маковецкий · Никита Михалков · Сергей Гармаш · Валентин Гафт · Алексей Петренко · Юрий Стоянов · Михаил Ефремов · Алексей Горбунов · Виктор Вержбицкий · Роман Мадянов | ★ Юрий Стоянов                    | «12»                       | 6-й присяжный               |
| 2008 | 6-я       | Сергей Маковецкий · Никита Михалков · Сергей Гармаш · Валентин Гафт · Алексей Петренко · Юрий Стоянов · Михаил Ефремов · Алексей Горбунов · Виктор Вержбицкий · Роман Мадянов | ★ Сергей Газаров                  | «12»                       | 7-й присяжный               |
| 2008 | 6-я       | Сергей Маковецкий · Никита Михалков · Сергей Гармаш · Валентин Гафт · Алексей Петренко · Юрий Стоянов · Михаил Ефремов · Алексей Горбунов · Виктор Вержбицкий · Роман Мадянов | ★ Михаил Ефремов                  | «12»                       | 8-й присяжный               |
| 2008 | 6-я       | Сергей Маковецкий · Никита Михалков · Сергей Гармаш · Валентин Гафт · Алексей Петренко · Юрий Стоянов · Михаил Ефремов · Алексей Горбунов · Виктор Вержбицкий · Роман Мадянов | ★ Алексей Горбунов                | «12»                       | 9-й присяжный               |
| 2008 | 6-я       | Сергей Маковецкий · Никита Михалков · Сергей Гармаш · Валентин Гафт · Алексей Петренко · Юрий Стоянов · Михаил Ефремов · Алексей Горбунов · Виктор Вержбицкий · Роман Мадянов | ★ Сергей Арцибашев                | «12»                       | 10-й присяжный              |
| 2008 | 6-я       | Сергей Маковецкий · Никита Михалков · Сергей Гармаш · Валентин Гафт · Алексей Петренко · Юрий Стоянов · Михаил Ефремов · Алексей Горбунов · Виктор Вержбицкий · Роман Мадянов | ★ Виктор Вержбицкий               | «12»                       | 11-й присяжный              |
| 2008 | 6-я       | Сергей Маковецкий · Никита Михалков · Сергей Гармаш · Валентин Гафт · Алексей Петренко · Юрий Стоянов · Михаил Ефремов · Алексей Горбунов · Виктор Вержбицкий · Роман Мадянов | ★ Роман Мадянов                   | «12»                       | 12-й присяжный              |
| 2008 | 6-я       | Сергей Маковецкий · Никита Михалков · Сергей Гармаш · Валентин Гафт · Алексей Петренко · Юрий Стоянов · Михаил Ефремов · Алексей Горбунов · Виктор Вержбицкий · Роман Мадянов | • Фёдор Бондарчук                 | «Тиски»                    | Игорь                       |
| 2008 | 6-я       | Сергей Маковецкий · Никита Михалков · Сергей Гармаш · Валентин Гафт · Алексей Петренко · Юрий Стоянов · Михаил Ефремов · Алексей Горбунов · Виктор Вержбицкий · Роман Мадянов | • Виктор Сухоруков                | «Агитбригада „Бей врага!“» | Никанор Васильевич Калинкин |
| 2009 | 7-я       | | ★ Константин Хабенский            | «Адмиралъ»                 | Александр Колчак            |
| 2009 | 7-я       | • Данила Козловский | «Мы из будущего»                  | Сергей Филатов «Борман»    |                             |
| 2009 | 7-я       | • Олег Долин | «Дикое поле»                      | Митя                       |                             |

### 2010-е
| Год  | Церемония | Фотография лауреата    | Актёр                     | Фильм                      | Роль                     |
| ---- | --------- | ---------------------- | ------------------------- | -------------------------- | ------------------------ |
| 2010 | 8-я       |                        | ★ Богдан Ступка           | «Тарас Бульба»             | Тарас Бульба             |
| 2010 | 8-я       | • Владимир Ильин       | «Палата № 6»              | Рагин                      |                          |
| 2010 | 8-я       | • Сергей Маковецкий    | «Поп»                     | отец Александр Ионин       |                          |
| 2011 | 9-я       |                        | ★ Владимир Машков         | «Край»                     | Игнат                    |
| 2011 | 9-я       | • Александр Балуев     | «Кандагар»                | Владимир Иванович Карпатов |                          |
| 2011 | 9-я       | • Сергей Пускепалис    | «Как я провёл этим летом» | Сергей                     |                          |
| 2012 | 10-я      |                        | ★ Фёдор Бондарчук         | «2 дня»                    | Петр Дроздов             |
| 2012 | 10-я      | • Сергей Гармаш        | «Дом»                     | Виктор Шаманов             |                          |
| 2012 | 10-я      | • Алексей Серябряков   | «ПираМММида»              | Мамонтов                   |                          |
| 2013 | 11-я      |                        | ★ Данила Козловский       | «Духless»                  | Макс Андреев             |
| 2013 | 11-я      | • Фёдор Бондарчук      | «Шпион»                   | Октябрьский                |                          |
| 2013 | 11-я      | • Максим Суханов       | «Орда»                    | митрополит Алексий         |                          |
| 2014 | 12-я      |                        | ★ Константин Хабенский    | «Географ глобус пропил»    | Виктор Сергеевич Служкин |
| 2014 | 12-я      | • Сергей Пускепалис    | «Метро»                   | Андрей Гарин               |                          |
| 2014 | 12-я      | • Данила Козловский    | «Легенда №17»             | Валерий Харламов           |                          |
| 2015 | 13-я      |                        | ★ Александр Збруев        | «Кино про Алексеева»       | Алексеев                 |
| 2015 | 13-я      | • Максим Матвеев       | «Weekend»                 | Игорь Лебедев              |                          |
| 2015 | 13-я      | • Алексей Серебряков   | «Левиафан»                | Николай Николаевич Сергеев |                          |
| 2016 | 14-я      |                        | ★ Фёдор Бондарчук         | «Призрак»                  | Юрий Гордеев             |
| 2016 | 14-я      | • Евгений Цыганов      | «Битва за Севастополь»    | Леонид Киценко             |                          |
| 2016 | 14-я      | • Иван Колесников      | «Конец прекрасной эпохи»  | Андрей Лентулов            |                          |
| 2017 | 15-я      |                        | ★ Иван Янковский          | «Дама Пик»                 | Андрей                   |
| 2017 | 15-я      | • Данила Козловский    | «Экипаж»                  | Алексей Гущин              |                          |
| 2017 | 15-я      | • Пётр Фёдоров         | «Дуэлянт»                 | Яковлев/Колычев            |                          |
| 2018 | 16-я      |                        | ★ Евгений Миронов         | «Время первых»             | Алексей Леонов           |
| 2018 | 16-я      | • Александр Яценко     | «Аритмия»                 | Олег                       |                          |
| 2018 | 16-я      | • Владимир Вдовиченков | «Салют-7»                 | Владимир Фёдоров           |                          |
| 2019 | 17-я      |                        | ★ Владимир Машков         | «Движение вверх»           | Владимир Гаранжин        |
| 2019 | 17-я      | • Александр Петров     | «Гоголь. Вий»             | Н. В. Гоголь               |                          |
| 2019 | 17-я      | • Александр Петров     | «Лёд»                     | Александр Горин            |                          |

### 2020-е
| Год  | Церемония | Фотография лауреата              | Актёр                      | Фильм                    | Роль                                  |
| ---- | --------- | -------------------------------- | -------------------------- | ------------------------ | ------------------------------------- |
| 2020 | 18-я      |                                  | ★ Александр Петров         | «Текст»                  | Илья Горюнов                          |
| 2020 | 18-я      | • Юра Борисов                    | «Бык»                      | Антон Быков              |                                       |
| 2020 | 18-я      | • Александр Петров               | «Т-34»                     | Николай Ивушкин          |                                       |
| 2021 | 19-я      |                                  | ★ Юра Борисов              | «Калашников»             | Михаил Калашников                     |
| 2021 | 19-я      | • Максим Матвеев                 | «Союз спасения»            | Князь Сергей Трубецкой   |                                       |
| 2021 | 19-я      | • Александр Петров               | «Стрельцов»                | Эдуард Стрельцов         |                                       |
| 2022 | 20-я      |                                  | ★ Филипп Янковский         | «Иван Денисович»         | Иван Денисович Шухов                  |
| 2022 | 20-я      | • Юра Борисов                    | «Капитан Волконогов бежал» | капитан Волконогов       |                                       |
| 2022 | 20-я      | • Константин Хабенский           | «Огонь»                    | Алексей Павлович Соколов |                                       |
| 2023 | 21-я      |                                  | ★ Иван Янковский           | «Чемпион мира»           | Анатолий Карпов                       |
| 2023 | 21-я      | • Никита Ефремов                 | «Здоровый человек»         | Егор Тихонов             |                                       |
| 2023 | 21-я      | • Антон Момот                    | «Первый Оскар»             | Лев Альперин             |                                       |
| 2024 | 22-я      |                                  | ★ Александр Яценко         | «Праведник»              | капитан Киселёв, офицер Красной армии |
| 2024 | 22-я      | • Евгений Цыганов                | «1993»                     | Виктор                   |                                       |
| 2024 | 22-я      | • Макар Хлебников, Олег Севостюк | «Снегирь»                  | Никита, Максим           |                                       |
| 2025 | 23-я      |                                  | ★ Сергей Безруков          | «Воздух»                 | Астафьев                              |
| 2025 | 23-я      | • Роман Васильев                 | «Любовь Советского Союза»  | Кирилл Туманов           |                                       |
| 2025 | 23-я      | • Александр Яценко               | «Ненормальный»             | Юрий                     |                                       |

## Лидеры среди лауреатов

### 2 премии
1. Евгений Миронов (2004 — Идиот, 2018 — Время первых) — 3 номинации
2. Сергей Гармаш (2005 — Свои, 2008 — 12) — 3 номинации
3. Никита Михалков (2006 — Статский советник, 2008 — 12) — 2 номинации
4. Константин Хабенский (2009 — Адмиралъ, 2014 — Географ глобус пропил) — 3 номинации
5. Владимир Машков (2011 — Край, 2019 — Движение вверх) — 3 номинации
6. Фёдор Бондарчук (2012 — 2 дня, 2016 — Призрак) — 4 номинации
7. Иван Янковский (2017 — Дама Пик, 2023 — Чемпион мира) — 2 номинации

## Лидеры среди номинантов

### 5 номинаций
- Александр Петров (2019 — Гоголь. Вий, 2019 — Лёд, 2020 — Текст, 2020 — Т-34, 2021 — Стрельцов) — 1 победа

### 4 номинации
- Фёдор Бондарчук (2008 — Тиски, 2012 — 2 дня, 2013 — Шпион, 2016 — Призрак) — 2 победы
- Данила Козловский (2009 — Мы из будущего, 2013 — Духless, 2014 — Легенда №17, 2017 — Экипаж) — 1 победа

### 3 номинации
- Евгений Миронов (2004 — Идиот, 2006 — Космос как предчувствие, 2018 — Время первых) — 2 победы
- Сергей Гармаш (2005 — Свои, 2008 — 12, 2012 — Дом) — 2 победы
- Владимир Машков (2005 — Папа, 2011 — Край, 2019 — Движение вверх) — 2 победы
- Константин Хабенский (2009 — Адмиралъ, 2014 — Географ глобус пропил, 2022 — Огонь) — 2 победы
- Юра Борисов (2020 — Бык, 2021 — Калашников, 2022 — Капитан Волконогов бежал) — 1 победа